# Tindila
Tindila est une commune rurale située dans le département de Yako de la province du Passoré dans la région Nord au Burkina Faso.

## Géographie
Tindila se trouve à 20 km au sud du centre de Yako, le chef-lieu de la province.

## Santé et éducation
Tindila accueille un centre de santé et de promotion sociale (CSPS) tandis que le centre médical avec antenne chirurgicale (CMA) de la province se trouve à Yako.